# Belém do Brejo do Cruz
Belém do Brejo do Cruz é um município brasileiro, situado no extremo norte no estado da Paraíba. Pertence à Região Geográfica Intermediária de Patos e à Região Geográfica Imediata de Catolé do Rocha-São Bento. De acordo com o IBGE (Instituto Brasileiro de Geografia e Estatística), no ano de 2022 sua população era de 6 268 habitantes. Área territorial de 601,549  km².

## História[7]
A ocupação das terras que originaram o município iniciaram a partir de 1850 com o estabelecimento do sítio Belém, de propriedade da família Viana, dedicado à cultura de subsistência. Posteriormente outras famílias se instalaram no local para explorar a agricultura e a criação de gado.
O comércio intensificou-se com o barracão do comerciante Antonio Pedro, entre 1890 e 1900. A feira livre semanal estabeleceu-se a partir de 1920 em um galpão construído para esta finalidade.
Em 1928, uma pequena indústria de beneficiamento de algodão foi instalada no local, consolidando o desenvolvimento local.
O distrito então denominado Belém pertencia ao município de Brejo do Cruz, que foi elevado à categoria de município com a denominação de Belém do Brejo do Cruz, pela lei estadual nº 2674, de 22 de dezembro de 1961.

## Geografia
O município está incluído na área geográfica de abrangência do semiárido brasileiro, definida pelo Ministério da Integração Nacional em 2005.  Esta delimitação tem como critérios o índice pluviométrico, o índice de aridez e o risco de seca.
Belém do Brejo do Cruz localiza-se na unidade geoambiental da Depressão Sertaneja. A vegetação predominante é a caatinga sertão.
O município está inserido nos domínios da bacia hidrográfica do Rio Piranhas, região do Médio Piranhas e tem como  principais tributários o Rio Baião e os riachos Jaguaribano, do Mulungu, da Lata, Pedra Lisa, dos Coelhos, do Meio, do Cipó, Aldeia, da Palha, Passagem Limpa, Camuru, Cantagalo, Jatobá, dos Porcos (que deu origem ao primeiro apelido da cidade [Itaiassuí]), do Gelo, do Lagamar, do Carcará, da Tapera e Rajado, e os Córregos Pau de
Leite, do Meio, Salgado, da Cachoeirinha, todos de regime intermitente. O principal recurso de acumulação hídrica é o açude Tapera, com capacidade de 26 418 660 m³.

### Clima
Dados do Departamento de Ciências Atmosféricas, da Universidade Federal de Campina Grande, mostram que Belém do Brejo do Cruz apresenta um clima com média pluviométrica anual de 725,2 mm e temperatura média anual de 26,6 °C.
| Dados climatológicos para Belém do Brejo do Cruz (período 1911-1990) | Dados climatológicos para Belém do Brejo do Cruz (período 1911-1990) | Dados climatológicos para Belém do Brejo do Cruz (período 1911-1990) | Dados climatológicos para Belém do Brejo do Cruz (período 1911-1990) | Dados climatológicos para Belém do Brejo do Cruz (período 1911-1990) | Dados climatológicos para Belém do Brejo do Cruz (período 1911-1990) | Dados climatológicos para Belém do Brejo do Cruz (período 1911-1990) | Dados climatológicos para Belém do Brejo do Cruz (período 1911-1990) | Dados climatológicos para Belém do Brejo do Cruz (período 1911-1990) | Dados climatológicos para Belém do Brejo do Cruz (período 1911-1990) | Dados climatológicos para Belém do Brejo do Cruz (período 1911-1990) | Dados climatológicos para Belém do Brejo do Cruz (período 1911-1990) | Dados climatológicos para Belém do Brejo do Cruz (período 1911-1990) | Dados climatológicos para Belém do Brejo do Cruz (período 1911-1990) |
| Mês                                                                  | Jan                                                                  | Fev                                                                  | Mar                                                                  | Abr                                                                  | Mai                                                                  | Jun                                                                  | Jul                                                                  | Ago                                                                  | Set                                                                  | Out                                                                  | Nov                                                                  | Dez                                                                  | Ano                                                                  |
| -------------------------------------------------------------------- | -------------------------------------------------------------------- | -------------------------------------------------------------------- | -------------------------------------------------------------------- | -------------------------------------------------------------------- | -------------------------------------------------------------------- | -------------------------------------------------------------------- | -------------------------------------------------------------------- | -------------------------------------------------------------------- | -------------------------------------------------------------------- | -------------------------------------------------------------------- | -------------------------------------------------------------------- | -------------------------------------------------------------------- | -------------------------------------------------------------------- |
| Temperatura máxima média (°C)                                        | 33,9                                                                 | 33,0                                                                 | 32,2                                                                 | 31,8                                                                 | 31,4                                                                 | 30,9                                                                 | 31,2                                                                 | 32,5                                                                 | 33,6                                                                 | 34,5                                                                 | 34,7                                                                 | 34,6                                                                 | 32,9                                                                 |
| Temperatura média (°C)                                               | 27,6                                                                 | 27,0                                                                 | 26,5                                                                 | 26,3                                                                 | 25,9                                                                 | 25,2                                                                 | 25,2                                                                 | 25,8                                                                 | 26,7                                                                 | 27,3                                                                 | 27,6                                                                 | 27,8                                                                 | 26,6                                                                 |
| Temperatura mínima média (°C)                                        | 22,3                                                                 | 22,1                                                                 | 21,9                                                                 | 21,6                                                                 | 21,1                                                                 | 20,2                                                                 | 19,6                                                                 | 19,6                                                                 | 20,5                                                                 | 21,2                                                                 | 21,7                                                                 | 22,2                                                                 | 21,2                                                                 |
| Chuva (mm)                                                           | 59,5                                                                 | 127,1                                                                | 209,4                                                                | 176,4                                                                | 77,4                                                                 | 29,2                                                                 | 20,6                                                                 | 3,1                                                                  | 2,5                                                                  | 6,4                                                                  | 7,0                                                                  | 18,8                                                                 | 725,2                                                                |
| Fonte: Departamento de Ciências Atmosféricas.                        |                                                                      |                                                                      |                                                                      |                                                                      |                                                                      |                                                                      |                                                                      |                                                                      |                                                                      |                                                                      |                                                                      |                                                                      |                                                                      |